# Prosopocera subpallida
Prosopocera subpallida är en skalbaggsart som beskrevs av Stefan von Breuning 1969. Prosopocera subpallida ingår i släktet Prosopocera och familjen långhorningar. Inga underarter finns listade i Catalogue of Life.